# Signal (Unix)
Bei Verwendung des Betriebssystems Unix ist ein Signal eine Systemnachricht an einen laufenden Prozess. Signale sind eine primitive Form der Interprozesskommunikation. Die meisten Signale bewirken auch eine Aktion – meist das Beenden des Prozesses. Andere hingegen dienen lediglich der Information (z. B. SIGWINCH) oder können einen Prozess anhalten (SIGSTOP). Es gibt auch vom Benutzer frei verwendbare Signale (SIGUSR1 und SIGUSR2). Einige Signale können vom Prozess abgefangen oder unterdrückt werden. So fangen z. B. manche Serverprogramme (im Unix-Jargon „Daemon“) SIGUSR1 oder SIGUSR2 ab und lesen dann ihre Konfigurationsdateien neu ein.

## Gängige UNIX-Signale
Im Folgenden werden die üblichen Signale mit ihren Nummern aufgelistet. Die unterstützten Signale und deren Werte können sich von System zu System unterscheiden. Der POSIX.1-Standard sieht hierbei unterschiedliche numerische Werte abhängig von der verwendeten Hardwarearchitektur vor.
Beim Präfix SIG handelt es sich jeweils um die Kurzform von Signal.
Mit dem Befehl kill -l werden gewöhnlich alle unterstützten Signalnummern mit den zugehörigen Namen ausgegeben. Die Tabelle unten enthält beispielhaft die folgenden Werte:
- Spalte A: GNU-C-Bibliothek
- Spalte B: Linux, Architekturen Alpha und SPARC
- Spalte C: Linux, x86, AMD64, ARM und die meisten anderen Prozessorarchitekturen
- Spalte D: Linux, MIPS

| Signal    | Werte, Synonym | Werte, Synonym | Werte, Synonym | Werte, Synonym | Bedeutung (englisch)                                                    | Bedeutung (übersetzt)                                                      | Ursprüngliche Verwendung, Standards |
| Signal    | A              | B              | C              | D              | Bedeutung (englisch)                                                    | Bedeutung (übersetzt)                                                      | Ursprüngliche Verwendung, Standards |
| --------- | -------------- | -------------- | -------------- | -------------- | ----------------------------------------------------------------------- | -------------------------------------------------------------------------- | ----------------------------------- |
| SIGHUP    | 1              | 1              | 1              | 1              | Hangup detected on controlling terminal or death of controlling process | Unterbrechung der Verbindung zum Terminal                                  | System V; POSIX (1990)              |
| SIGINT    | 2              | 2              | 2              | 2              | Interrupt from keyboard; interactive attention signal.                  | Interrupt durch die Tastatur; interaktives Warnsignal.                     | C89; POSIX (1990)                   |
| SIGQUIT   | 3              | 3              | 3              | 3              | Quit from keyboard.                                                     | Beenden durch die Tastatur.                                                |                                     |
| SIGILL    | 4              | 4              | 4              | 4              | Illegal instruction.                                                    | Ungültige Anweisung.                                                       | C89; POSIX (1990)                   |
| SIGTRAP   | 5              | 5              | 5              | 5              | Trace/breakpoint trap.                                                  | Haltemarke erreicht.                                                       | SUSv2; POSIX (2001)                 |
| SIGABRT   | 6              | 6              | 6              | 6              | Abnormal termination; abort signal from abort(3).                       | abnormale Beendigung.                                                      | C89; POSIX (1990)                   |
| SIGABRT   | SIGIOT         |                |                |                | Abnormal termination; abort signal from abort(3).                       | abnormale Beendigung.                                                      | C89; POSIX (1990)                   |
| SIGIOT    | 6              | 6              | 6              | 6              | IOT trap; abort() on a PDP11.                                           |                                                                            | 4.2BSD                              |
| SIGIOT    | SIGABRT        |                |                |                | IOT trap; abort() on a PDP11.                                           |                                                                            | 4.2BSD                              |
| SIGEMT    | –              | 7              | –              | 7              |                                                                         |                                                                            |                                     |
| SIGBUS    | 10             | 10             | 7              | 10             | BUS error (bad memory access).                                          | BUS Fehler (Speicherzugriffsfehler).                                       | 4.2BSD; SUSv2; POSIX (2001)         |
| SIGFPE    | 8              | 8              | 8              | 8              | „Floating-point exception“: erroneous arithmetic operation.             | „Gleitkommaoperation Ausnahmefehler“: fehlerhafte arithmetische Operation. | C89; POSIX (1990)                   |
| SIGKILL   | 9              | 9              | 9              | 9              | Kill, unblockable.                                                      | Unblockbares Beenden.                                                      | POSIX (1990)                        |
| SIGUSR1   | 30             | 30             | 10             | 16             | User-defined signal 1.                                                  | Benutzerdefiniertes Signal 1.                                              | POSIX                               |
| SIGSEGV   | 11             | 11             | 11             | 11             | „Segmentation violation“: invalid memory reference.                     | „Schutzverletzung“: ungültige Speicherreferenz.                            | C89; POSIX (1990)                   |
| SIGUSR2   | 31             | 31             | 12             | 17             | User-defined signal 2.                                                  | Benutzerdefiniertes Signal 2.                                              | POSIX                               |
| SIGPIPE   | 13             | 13             | 13             | 13             | „Broken pipe“: write to pipe with no readers.                           | „Broken pipe“: Schreiben auf eine Pipe ohne Empfänger.                     | POSIX (1990)                        |
| SIGALRM   | 14             | 14             | 14             | 14             | Alarm clock timer signal: alarm(2).                                     | Wecker Signal: Alarm(2).                                                   | POSIX (1990)                        |
| SIGTERM   | 15             | 15             | 15             | 15             | Termination request.                                                    | Beendigungsanfrage.                                                        | C89; POSIX (1990)                   |
| SIGSTKFLT | –              | –              | 16             | –              | Stack fault on coprocessor (unused).                                    | Stapelfehler auf Coprozessor (unbenutzt).                                  |                                     |
| SIGCHLD   | 20             | 20             | 17             | 18             | Child status has changed (stopped or terminated).                       | Kindstatus wurde geändert (angehalten oder beendet).                       | POSIX (1990)                        |
| SIGCHLD   | SIGCLD         |                |                |                | Child status has changed (stopped or terminated).                       | Kindstatus wurde geändert (angehalten oder beendet).                       | POSIX (1990)                        |
| SIGCLD    | 20             | –              | –              | –              | Old System V name; child status has changed.                            | Alte System V Bezeichnung; Kindstatus wurde geändert.                      | System V                            |
| SIGCLD    | SIGCHLD        |                |                |                | Old System V name; child status has changed.                            | Alte System V Bezeichnung; Kindstatus wurde geändert.                      | System V                            |
| SIGCONT   | 19             | 19             | 18             | 25             | Continue stopped process.                                               | Fahre angehaltenen Prozess fort.                                           | POSIX                               |
| SIGSTOP   | 17             | 17             | 19             | 23             | Stop process, unblockable.                                              | Halte Prozess an, unblockierbar.                                           | POSIX                               |
| SIGTSTP   | 18             | 18             | 20             | 24             | Stop typed at keyboard.                                                 | Eingabe von Stop durch die Tastatur.                                       | POSIX                               |
| SIGTTIN   | 21             | 21             | 21             | 26             | Background read from tty.                                               | Lesen vom Terminal im Hintergrund                                          | POSIX                               |
| SIGTTOU   | 22             | 22             | 22             | 27             | Background write to tty                                                 | Schreiben auf ein Terminal im Hintergrund.                                 | POSIX                               |
| SIGURG    | 16             | 16             | 23             | 21             | Urgent condition on socket: high bandwidth data is available.           | Wichtiger Zustand auf Socket: Daten mit hoher Bandbreite sind verfügbar.   | 4.2BSD; SUSv2; POSIX (2001)         |
| SIGXCPU   | 24             | 24             | 24             | 30             | CPU time limit exceeded.                                                | Prozessorzeitbegrenzung überschritten.                                     | 4.2BSD; SUSv2; POSIX (2001)         |
| SIGXFSZ   | 25             | 25             | 25             | 31             | File size limit exceeded.                                               | Dateigrößenbeschränkung überschritten.                                     | 4.2BSD; SUSv2; POSIX (2001)         |
| SIGVTALRM | 26             | 26             | 26             | 28             | Virtual alarm clock.                                                    | Virtueller Wecker.                                                         | 4.2BSD; SUSv2; POSIX (2001)         |
| SIGPROF   | 27             | 27             | 27             | 29             | Profiling alarm clock timer expired.                                    |                                                                            | 4.2BSD; SUSv2; POSIX (2001)         |
| SIGWINCH  | –              | 28             | 28             | 20             | Window size change.                                                     | Fenstergröße änderte sich.                                                 | 4.3BSD; Sun                         |
| SIGPOLL   | 23             | 23/–           | 29/–           | 23/–           | Pollable event occurred.                                                | Abfragbares Ereignis aufgetreten.                                          | System V; SUSv2; POSIX (2001)       |
| SIGPOLL   | SIGIO          |                |                |                | Pollable event occurred.                                                | Abfragbares Ereignis aufgetreten.                                          | System V; SUSv2; POSIX (2001)       |
| SIGIO     | 23             | 23             | 29             | 23             | I/O now possible.                                                       | I/O jetzt möglich.                                                         | 4.2BSD                              |
| SIGIO     | SIGPOLL        |                |                |                | I/O now possible.                                                       | I/O jetzt möglich.                                                         | 4.2BSD                              |
| SIGINFO   | –              | (29)           | –              | –              | Status request from keyboard.                                           | Statusanfrage durch die Tastatur.                                          | macOS                               |
| SIGINFO   | SIGPWR         |                |                |                | Status request from keyboard.                                           | Statusanfrage durch die Tastatur.                                          | macOS                               |
| SIGLOST   | –              | (29)/–         | –              | –              | Unused; only on Sparc: file lock lost.                                  | Unbenutzt; nur unter Sparc: Dateisperre verloren.                          |                                     |
| SIGPWR    | –              | (29)           | 30             | 19             | Power failure restart.                                                  | Stromausfall bedingter Neustart.                                           | System V                            |
| SIGPWR    | SIGINFO        |                |                |                | Power failure restart.                                                  | Stromausfall bedingter Neustart.                                           | System V                            |
| SIGSYS    | 12             | 12             | 31             | 12             | Bad system call.                                                        | ungültiger Systemaufruf.                                                   | System Vr4; SUSv2; POSIX (2001)     |
| SIGSYS    | SIGUNUSED      |                |                |                | Bad system call.                                                        | ungültiger Systemaufruf.                                                   | System Vr4; SUSv2; POSIX (2001)     |
| SIGUNUSED | 12             | –              | 31/–           | –              |                                                                         |                                                                            |                                     |
| SIGUNUSED | SIGSYS         |                |                |                |                                                                         |                                                                            |                                     |

Neuere Linux-Versionen verwenden neben den üblichen 31 Signalnummern noch bis zu 32 weitere Signale als Echtzeit (Real-Time) Signale: von SIGRTMIN, je nach C-Bibliothek 33, 34 oder 35, bis SIGRTMAX (64).

## Aktionen
Durch ein Signal kann jeweils eine der folgenden Aktionen ausgelöst werden:
- Anhalten (nicht beenden) des Prozesses.
- Fortsetzen des zuvor angehaltenen Prozesses.
- Beenden des Prozesses ohne einen Speicherauszug. Der Elternprozess kann die Signalnummer ermitteln. In den Ergebnissen der Funktionen wait, waitpid usw. ist die Nummer enthalten.[2]
- Beenden des Prozesses mit Schreiben eines Speicherauszugs.

Bei vielen Systemen kann der Speicherauszug begrenzt werden (z. B. in der bash durch ulimit -c).
Die Signalnummer ist im Speicherauszug enthalten. Der Elternprozess kann die Signalnummer genauso wie beim Beenden ohne Speicherauszug ermitteln.
- Ignorieren des Signals.
- Aufrufen eines Unterprogramms (Signalhandler) zum Bearbeiten des Signals, dies wird abfangen genannt. Der Signalhandler muss vom Prozess eingestellt werden, bevor signalisiert wird. Der Signalhandler läuft innerhalb des Prozesses und kann auf die Daten des Prozesses zugreifen.

Bis auf die letzte Aktion (Signalhandler) kommen die Aktionen als standard (default) Aktion vor.

## Aktion ändern
Außer bei den Signalen SIGKILL und SIGSTOP ist die Reaktion auf ein Signal durch den Prozess einstellbar. Dazu gibt es mehrere Möglichkeiten. Ein Verfahren ist in System V und ANSI C durch die Funktion signal implementiert.
Diese Funktion ist aus vielen Programmumgebungen erreichbar, z. B. trap bei den üblichen Shells oder die Funktion signal im gleichnamigen Modul der Programmiersprache Python. Daneben gibt es in der Berkeley Software Distribution (BSD) Möglichkeiten, Signale zu blockieren und später zu verarbeiten (sigvec usw.). Weiterhin gibt es den POSIX Standard (sigaction).
Das Signal wird durch einen einfachen Datentyp, eine Nummer, repräsentiert, die üblicherweise als Symbolische Konstante angegeben wird. Der Übersetzer oder Interpreter ermittelt zum Symbol die Nummer. Das ermöglicht die Übertragung von Programmen auf anderen (Unix-)Plattformen, ohne die Symbole zu ändern. POSIX gibt für verschiedene Hardwareplattformen unterschiedliche Zahlen für die Signale an. Die Signalnummern werden durch Dateien wie signal.h, signal.py und ähnlichen bekannt gemacht.
Der Signalhandler ist eine einfache Funktion, die die Signalnummer als Parameter bekommt. Bei BSD und POSIX gibt es weitere Parameter. Der Signalhandler kann im Programm Variablen setzen und Funktionen aufrufen (z. B. exit um den Prozess zu beenden).
Die oben genannten Funktionen kennen als Signalhandler besondere symbolische Konstanten:
- SIG_DFL stellt die normale, default Aktion des Signals ein.
- SIG_IGN führt zum Ignorieren des Signals.

## Signalquellen
Die Quelle eines Signals kann in verschiedenen Schichten des Systems liegen, sei es Hardware, Kernel, Gerätetreiber oder Anwendungssoftware.
Hardware und Software ändern sich mit dem technischen Fortschritt.
Trotz Standardisierungen ist manches uneinheitlich.
Der POSIX Standard sieht Abweichungen vor.
- CPU (englisch Central Processing Unit) zentrale Arbeitseinheit.

Hier entstehen Signale wie SIGILL (ungültiger Opcode) und SIGTRAP.
- CPU / FPU (englisch Floating Point Unit) Recheneinheit.

Hier entstehen Signale wie SIGFPE (englisch Floating Point Error, Rechenfehler).
Ein leicht zu reproduzierende Rechenfehler ist die Division durch Null.
- CPU / MMU (englisch Memory Management Unit) Speicherverwaltungseinheit.

Hier entstehen Signale wie SIGBUS und SIGSEGV.
- Gerätetreiber

Die ersten drei Signale mit den Nummern eins bis drei sind SIGHUP, SIGINT, SIGQUIT. Sie kommen ursprünglich aus dem Gerätetreiber für Terminals. Historisch waren das Treiber für serielle Schnittstellen, heute sind es meist Pseudoterminals.
- Kernel.

Der Kernel sendet beim Beenden eines Prozesses an den Elternprozess ein Signal SIGCLD (oder SIGCHLD). Das Erreichen von Ressourcengrenzen signalisiert er mit (SIGXCPU, SIGXFSZ). Probleme mit einer Pipe signalisiert SIGPIPE...
- Subsysteme.

In Subsystemen wie Netzwerk oder grafischer Bedienoberfläche entstehen Signale wie SIGURG (besondere (urgent) Bedingung an einer Netzwerkverbindung) oder SIGWINCH (Größe eines Fensters geändert).
- Software.

Soweit der Hersteller das vorsieht, kann Software Signale an andere Prozesse senden und diese können auf das Signal reagieren.
Ein Beispiel ist das erneute Auswerten der Konfiguration. Dafür gibt es kein einheitliches Signal, meist wird SIGHUP, SIGUSR1 oder SIGUSR2 verwendet.
Das Beispiel SIGHUP zeigt, dass Signale (bzw. Signalnummern) unterschiedlich verwendet werden können. Wenn ein Signal normalerweise von einem Gerät erzeugt wird und sicher ist, dass kein Gerät benutzt wird, kann das Signal zu einem anderen Zweck genutzt werden.